# ويليام بي. كالاواي
ويليام بي. كالاواي (بالإنجليزية: William B. Callaway)‏ هو مهندس معماري ومهندس المناظر الطبيعية أمريكي، ولد في 26 مايو 1943، وتوفي في 25 نوفمبر 2014.